# 새뮤얼 모인
새뮤얼 아론 모인(Samuel Aaron Moyn, 1972년생)은 2017년 7월에 합류한 예일 로스쿨의 법학 교수이자 예일 대학교의 역사학 교수다. 이전에는 컬럼비아 대학교에서 13년 동안 역사학 교수로 재직했으며, 하버드 대학교에서 3년 동안 역사 및 법학 교수로 재직했다. 그의 연구 관심 분야는 현대 유럽 지성사, 특히 프랑스와 독일, 정치 및 법률 사상, 역사 및 비평 이론, 유대교 연구다.